# Генрих I Бородатый
Ге́нрих I Борода́тый (1165/1170—19 марта 1238) — князь-принцепс Польши (князь Краковкий) (1232—1238) периода феодальной раздробленности, князь Вроцлава (1201—1238). Сын Болеслава I, князя Силезии.

## Биография

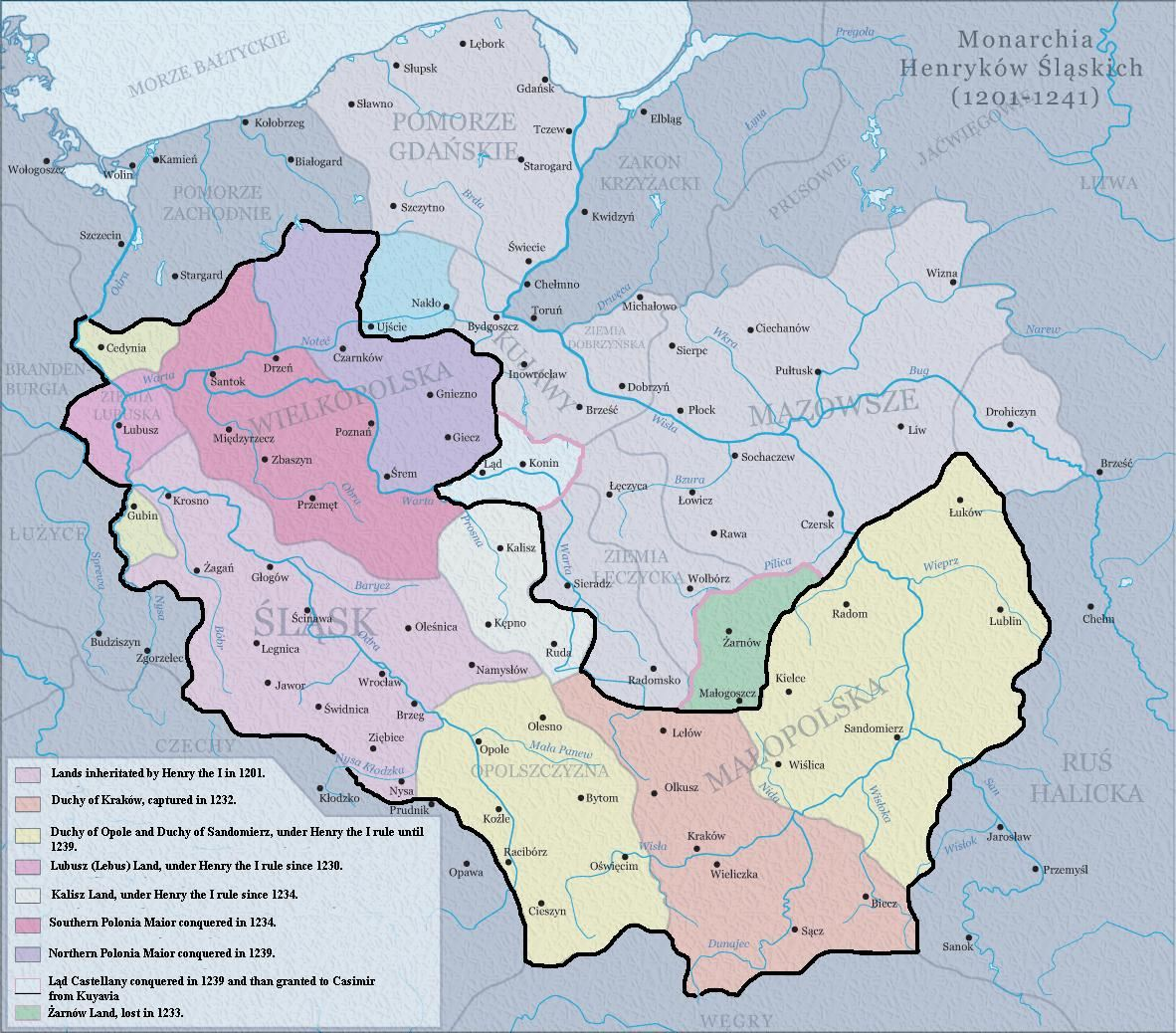
Владения Генриха I

Генрих был сыном князя Силезии Болеслава I от его второй жены Кристины. Будучи четвёртым сыном, он имел мало шансов на наследование княжества, но смерть его старших братьев Болеслава, Конрада и Йоханна, а также то, что старший сводный брат Ярослав был принуждён избрать духовную карьеру, сделали его наследником Болеслава. В результате Генрих начал под руководством отца готовиться к участию в политических делах. Благодаря браку с Ядвигой Силезской Генрих вошёл в родство с правителями Германии, Венгрии, Богемии и Франции.

## Князь Силезии
К моменту смерти Болеслава в 1201 году Генрих был готов к вступлению на престол. Однако вскоре после этого начались трудности. В начале 1202 года его дядя Мешко Плясоногий, воспользовавшись смертью племянника опольского князя Ярослава, захватил Опольское княжество. Благодаря вмешательству архиепископа Гнезненского Генриха Кетлица и епископа Вроцлавского Киприана конфликт удалось погасить: Мешко отказался от претензий на земли Генриха, а за Опольское княжество выплатил компенсацию, которой Генриху пришлось поделиться с церковниками за поддержку.
В 1202 году скончался великопольский князь Мешко III, и за великокняжеский престол развернулась борьба. Генрих старался сохранять нейтралитет, однако после того, как в 1206 году Владислав III Тонконогий был смещён Лешеком Белым, Генриху был предложен Владиславом III выгодный обмен: Любушская земля на Калиш в Великой Польше. Генрих согласился, однако на Калишский регион претендовал племянник Владислава III Владислав Одонич. Владислава Одонича поддержал архиепископ Гнезненский, однако Владислав III был достаточно силён, чтобы изгнать их обоих. Это поставило Генриха в трудное положение, так как он был обязан архиепископу за поддержку в споре с Мешко Плясоногим. В итоге он принял сторону Владислава III, но затем отдал Калишский регион (за исключением Познани) Владиславу Одоничу. Это, в свою очередь, обострило его отношения с Владиславом III, которые в итоге были урегулированы на встрече в Глогуве в 1208 году.
В 1210 году папа римский Иннокентий III издал буллу с отлучением Лешека Белого от церкви. Этим воспользовался Мешко Плясоногий, который захватил Краков и присвоил себе титул князя-принцепса. Булла была издана по запросу анонимного «князя Силезии», которым мог быть только Генрих I (Мешко Плясоногий титуловал себя князем Опольско-ратиборским). Ситуация стала весьма запутанной: никто не понимал, кто же обладает реальной властью.
После того, как в 1211 году Мешко Плясоногий скончался, гнезненский архиепископ Генрих Кетлиц отправил в Рим прошение о снятии интердикта с Лешека Белого. Генрих I, несмотря на то, что он теперь был старшим из Пястов, не стал претендовать на престол, и Лешек стал князем-принцепсом.
Генриха в это время гораздо больше, чем великокняжеский престол, интересовала Любушская земля. У Владислава III, получившего её в 1206 году, она была отобрана лужицким маркграфом Конрадом II. Генрих отправил посольство в Альтенбург к императору Оттону IV, прося о возврате Любушской земли Вроцлавскому княжеству, но ответа не получил, и приступил к подготовке силового решения вопроса. К счастью, 6 мая 1210 года маркграф Конрад II скончался, и Генрих без войны получил Любушскую землю с городом Губеном.
Некоторое время три Пяста — Генрих Бородатый, Лешек Белый и Владислав Тонконогий — поддерживали друг друга, фактически образовав триумвират. Однако в 1223 году Владислав Одонич при поддержке Святополка II Померанского захватил Уйсце в Великой Польше. Личные проблемы отвлекли Владислава III от общепольских дел, и в 1225 году Генрих, воспользовавшись тем, что Лешек находился в русских землях, неожиданно занял Краков. Однако до войны дело не дошло, так как в это же время в Любушскую землю вторгся тюрингский ландграф Людвиг IV. Чтобы избежать проблем с Владиславом III, Генрих предпочёл заключить союз с Лешеком и Конрадом Мазовецким. Борьба за Любушскую землю продолжалась до 1230 года, когда преемник Людвига — Генрих IV Распе — отказался от борьбы, и продал свои претензии на неё магдебургскому архиепископу Альбрехту фон Кэфенбургу. В результате Генрих сумел удержать за собой стратегически важную для княжества территорию. В результате конфликта с герцогом Барнимом Померанским он смог получить замок в Цедыне.
В 1227 году Лешек Белый решил окончательно разрешить проблемы с прочими Пястами, и организовал княжеский съезд в Гонсаве. На съезд не явился Владислав III, также стало известно, что Святополк II объявил о независимости Померании от Польши. Князь-принцепс потребовал принять общие меры против Святополка, но тот ударил первым: 23 ноября 1227 года Лешек и Генрих попали в засаду. Лешек был убит, а Генрих — тяжело ранен. Борьба за польский престол возобновилась.
Поначалу верх брал Владислав III, но тут начались проблемы с Владиславом Одоничем, и Владиславу III пришлось переключиться на Великую Польшу. Это позволило Генриху стать наместником Кракова от имени князя-принцепса. В обмен на признание Генриха и его потомства наследниками прав на Великую Польшу Генрих предоставил военную поддержку Владиславу III. В 1228 году началась война между Генрихом и Конрадом Мазовецким. Поначалу удача была на стороне Генриха, но вскоре у него начались проблемы с краковским дворянством. Чтобы разрешить конфликт, Генрих решил в 1229 году встретиться с Конрадом Мазовецким в Спытковице; во время этой встречи он был схвачен и увезён пленником в Плоцк. После этого войска Конрада прошли Великую Польшу и заняли Краков; Владислав III бежал в Рацибуж. Не покорилась Конраду лишь Силезия, где сын Генриха — Генрих II Набожный — взял на себя регентство на время отсутствия отца и организовал оборону.
Однако помощь к Генриху I пришла с неожиданной стороны: в Плоцк приехала его жена Ядвига и уговорила Конрада отпустить мужа. Не желая портить отношения с европейскими дворами, Конрад освободил Генриха, взяв с него обещание отказаться от претензий на Краков. Впоследствии Папа освободил Генриха от этого обещания, так как оно было дано под принуждением.
У Конрада в то время были более насущные проблемы: в Сандомирской земле, которую он хотел передать своему сыну Болеславу Мазовецкому, дворянство поддерживало сына покойного Лешека — Болеслава V. Генрих I и Владислав III организовали в 1231 году военную экспедицию в Великую Польшу, но не смогли взять Гнезно.
Неожиданно Владислав III был убит в Сьрода-Слёнска. В связи с тем, что у него не было сыновей, его претензии на Великую Польшу унаследовал Генрих, однако эти претензии были тут же оспорены. Поначалу, после смерти двоюродного брата Казимира Опольчика, после которого остались малолетние сыновья Мешко II Опольский и Владислав Опольский, он решил принять регентство над Опольским княжеством, занимавшим стратегическое положение на пути в Краков. Однако малопольское дворянство поддержало Генриха, а вдова Лешека, опасаясь за будущее своего сына Болеслава V, передала ему регентство над Сандомирской землёй. Конрад Мазовецкий не стал пытаться бороться с огромной популярностью Генриха в Малой Польше и Сандомирской земле, и в 1232 году Генрих вошёл в Краков, где был провозглашён князем-принцепсом Польши.

## Великий князь Польши
В 1232 году Генрих начал борьбу с Владиславом Одоничем за Великую Польшу, однако силезское дворянство не захотело в этом участвовать, а церковь выступила на стороне Владислава, и вторжение закончилось провалом. В Малой Польше, однако, успех был полным, и в 1233 году Генрих и Конрад подписали соглашение в Хелме: в обмен на отказ Генриха от претензий на малопольские Ленчицу и Серадзь, Конрад признавал его князем Краковским и князем-принцепсом Польши, а также регентом Болеслава V в Сандомире.
Летом 1234 года Генрих вновь вторгся в Великую Польшу. В отличие от ситуации двухлетней давности Владислав Одонич уже не пользовался такой поддержкой местного дворянства, и на этот раз успех был полным: Генрих получил половину Великой Польши, вплоть до реки Варты. В этом же году Генрих передал Мешко II и Владиславу Опольскому Велюнскую землю, получив взамен прямой контроль над стратегически важным для него Опольем.
Стремясь сохранить контроль над Краковом для своего потомства, Генрих обратился к императору Священной Римской империи с просьбой о признании своего сына Генриха «королём Польши», однако конфликт с церковью и смерть Генриха 19 марта 1238 года не дали этого сделать. Князем Вроцлава, Кракова и Великой Польши стал его сын Генрих II Набожный.

## Семья и дети
В 1188 году Генрих женился на Ядвиге, дочери Бертольда IV Хорутанского. У них было семеро детей:
- Болеслав (1190—1206)
- Конрад (1191—1213 или 1235/37)
- Генрих II Набожный (1191/96 — Легница 9 апреля 1241), князь Вроцлава (1238—41), князь-принцепс Польши и князь Великой Польши (1238—41)
- сын (до 25 декабря 1208 — 1214/17)
- Агнес (ок. 1190 — 11 мая, до 1214)
- София (1188/90 − 22/23 марта до 1214)
- Гертруда, аббатиса Требница (до 1209 − 6 декабря 1268)